# Campbon
Campbon är en kommun i departementet Loire-Atlantique i regionen Pays de la Loire i nordvästra Frankrike. Kommunen ligger i kantonen Savenay som tillhör arrondissementet Saint-Nazaire. År 2022 hade Campbon 4 031 invånare.

## Befolkningsutveckling
Antalet invånare i kommunen Campbon
| Referens: INSEE |